# Crataegus beata
Crataegus beata es una especie de planta del género Crataegus, perteneciente a la familia Rosaceae.

## Taxonomía
Crataegus beata fue descrita por Charles Sprague Sargent en 1903.

## Distribución
Se encuentra en el territorio de Ontario hasta el centro-este de Estados Unidos.